# Podolí, Uherské Hradiště
Podolí là một làng thuộc huyện Uherské Hradiště, vùng Zlínský, Cộng hòa Séc.